# Festa Major del Besòs i del Maresme
La Festa major del Besòs i del Maresme se celebra a mitjan juny al barri del Besòs i del Maresme del districte de Sant Martí de Barcelona. Els barris celebren una festa major de dues setmanes de durada a mitjan juny. El primer cap de setmana, les activitats es concentren a la zona del Besòs i el segon són organitzades pels veïns del Maresme. Entre totes les activitats que s'hi fan, cal destacar els àpats comunitaris, els actes infantils, els torneigs esportius, els balls de festa major i la fira d'entitats, on es mostra tot el teixit associatiu del barri. Un dels actes més rellevants és l'actuació dels Falcons de Barcelona a la rambla de Prim del primer diumenge de festa major a la tarda.